# Paul Sawyier
Pour les articles homonymes, voir Sawyier.
Paul Sawyier, né le 23 mars 1865 à proximité de la ville de London dans le comté de Madison dans l'État de l'Ohio et mort le 8 novembre 1917 à Fleischmanns dans l'État de New York aux États-Unis, est un peintre impressionniste américain. Spécialisé dans la peinture de paysage et de portraits, il est associé à la ville de Frankfort dans l'État du Kentucky où il a passé la majeure partie de sa vie, peignant notamment à de nombreuses reprises la rivière Kentucky qui traverse la ville.

## Biographie
Paul Sawyier naît à proximité de la ville de London dans le comté de Madison dans l'État de l'Ohio. En 1870, il déménage avec sa famille à Frankfort dans l'État du Kentucky. Il commence sa formation artistique à la McMicken School of Design auprès des peintres Frank Duveneck et Thomas Satterwhite Noble et la poursuit en 1889 à l'Art Students League of New York avec pour professeur le peintre William Merritt Chase.
Il commence sa carrière de peintre au début des années 1890 en réalisant des portraits, puis à partir des années 1900, passe à la peinture de paysages. Travaillant principalement à l'aquarelle, il réside avec sa famille à Frankfort, dont il apprécie notamment les vues que lui offre la rivière Kentucky traversant la ville. En 1893, il expose ces œuvres dans le pavillon dédié au Kentucky lors de l'exposition universelle de Chicago. En 1913, il déménage dans le quartier de Brooklyn à New York. En 1915, il quitte la ville pour la campagne et s'installe à Highmount dans le comté d'Ulster où il découvre les montagnes Catskill. Un an plus tard, il déménage dans la ville de Fleischmanns dans le comté voisin du Delaware. Il y meurt d'une crise cardiaque en 1917. Il repose au cimetière de Frankfort.
Ces œuvres sont notamment visibles ou conservées au Speed Art Museum de Louisville, à la Kentucky Historical Society (en) de Frankfort, à l'University of Kentucky Art Museum (en) et à l'université Transylvania de Lexington, à l'Owensboro Museum of Fine Art d'Owensboro, au Kentucky Gateway Museum Center de Maysville, à l'Ogden Museum of Southern Art de La Nouvelle-Orléans, à la The Johnson Collection de Spartanburg et au Morris Museum of Art (en) d'Augusta.

## Œuvres

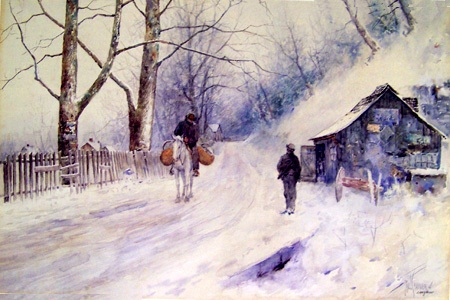
The Blacksmith's Shop, sans date
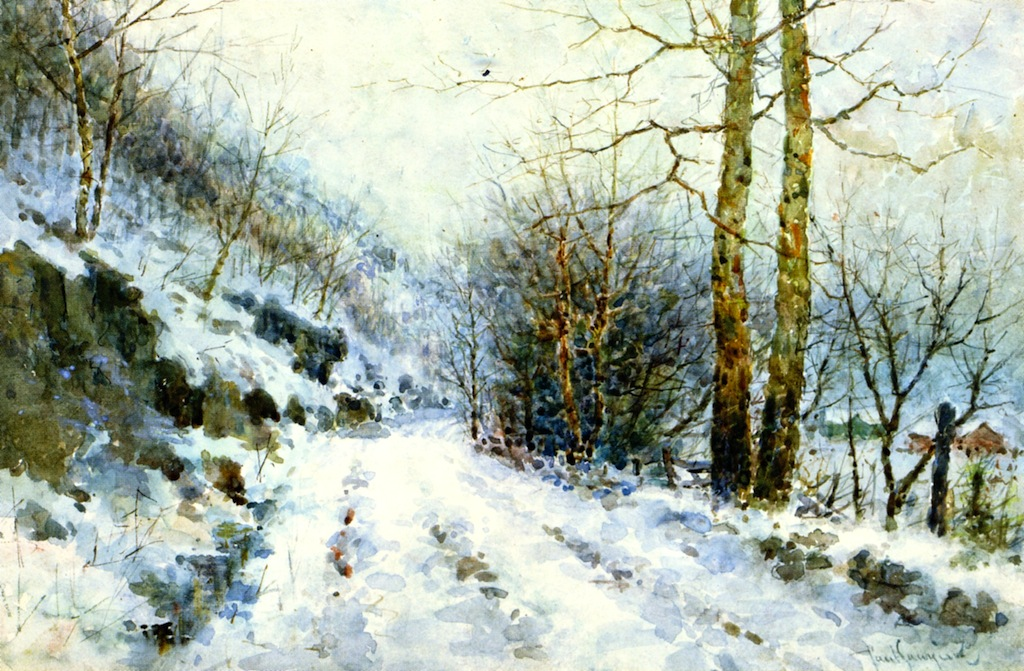
Winter Road, vers 1900
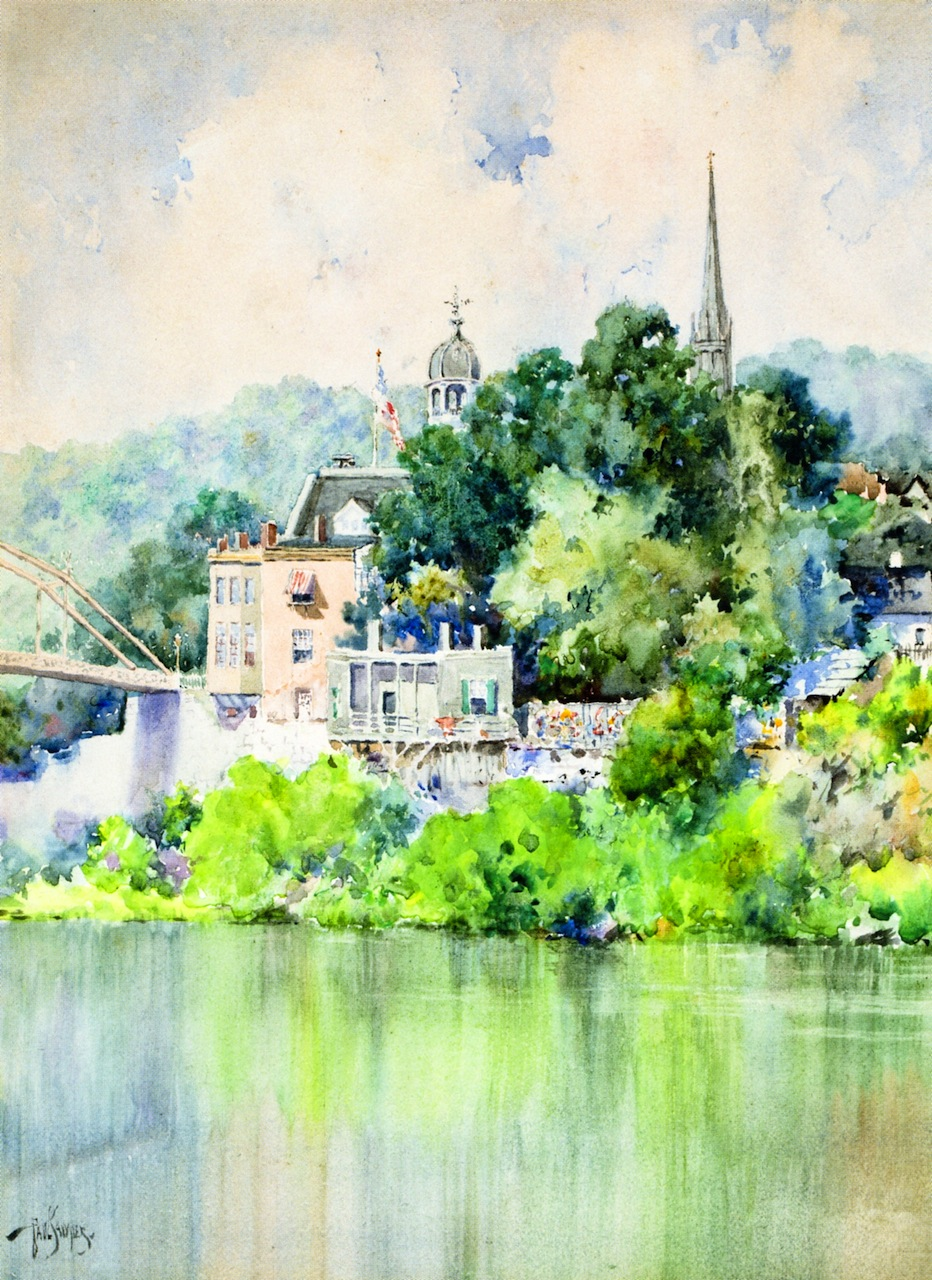
View of the Singing Bridge, Frankfort, vers 1900
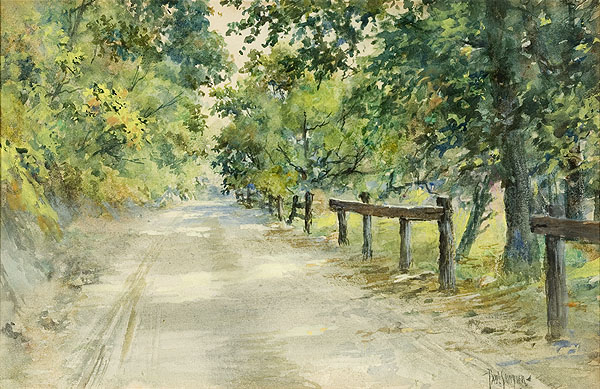
Kentucky, vers 1900
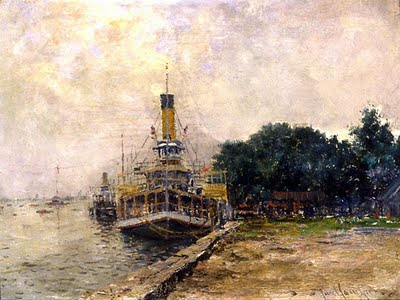
Jamaica, vers 1900
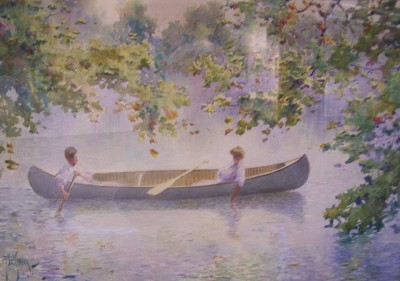
Canoing, vers 1900
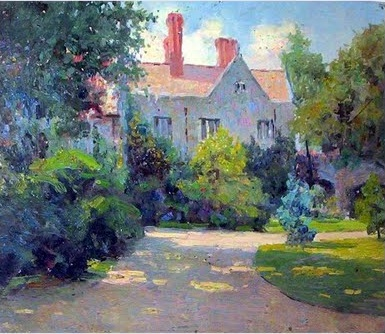
Coolkenny, vers 1900
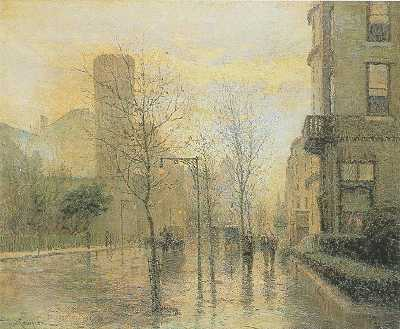
Townshape, vers 1900
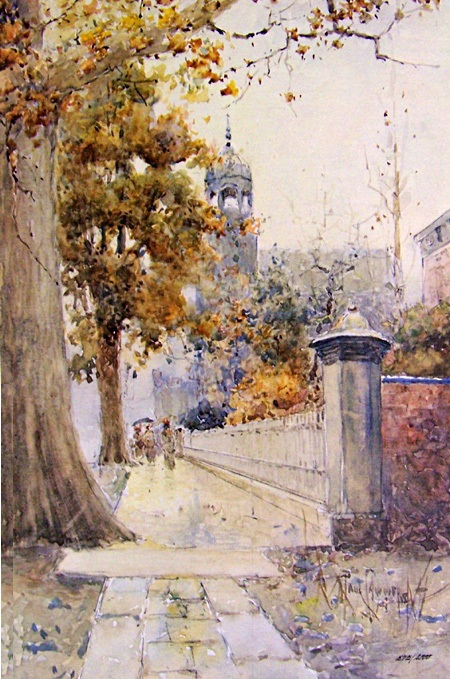
The Old Post Office, vers 1900
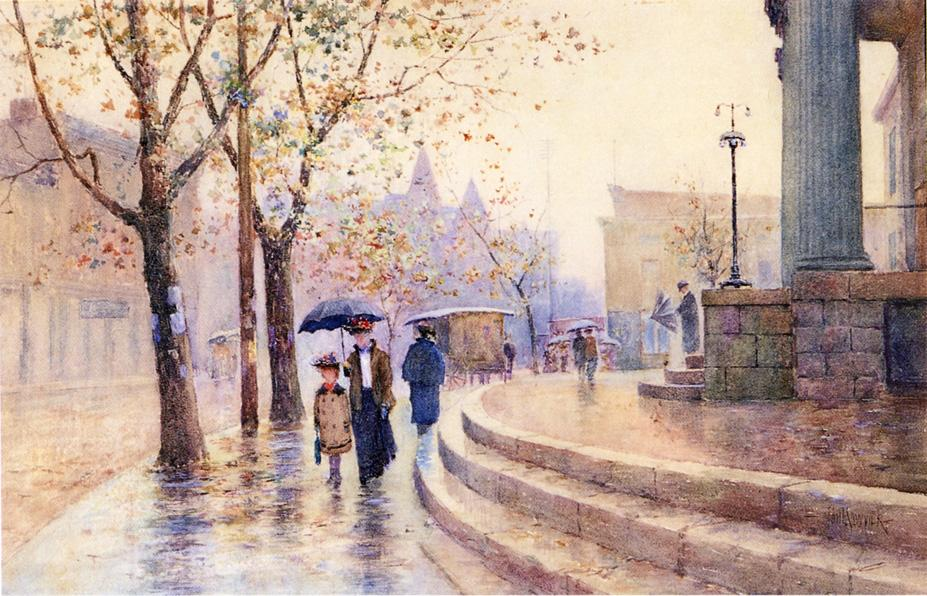
Walking in the Rain, vers 1910
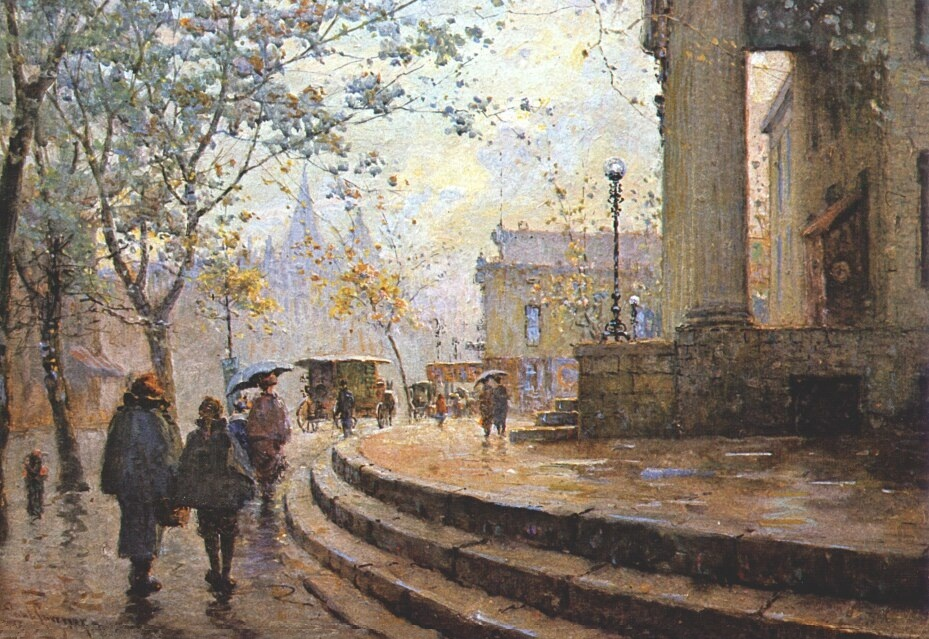
Old Capital Hotel, vers 1910
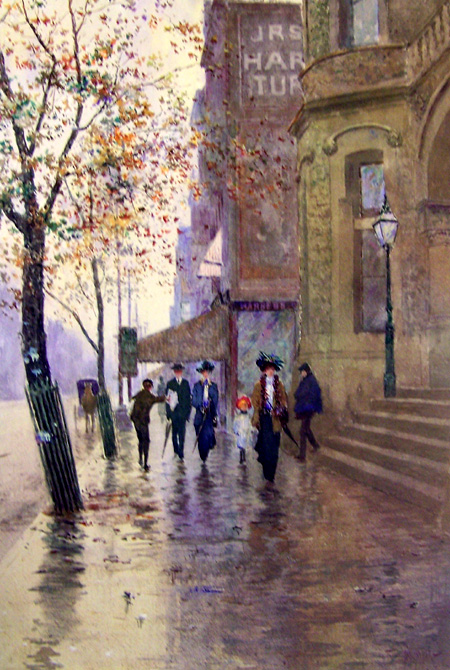
Rainy Day in Lexington, vers 1910
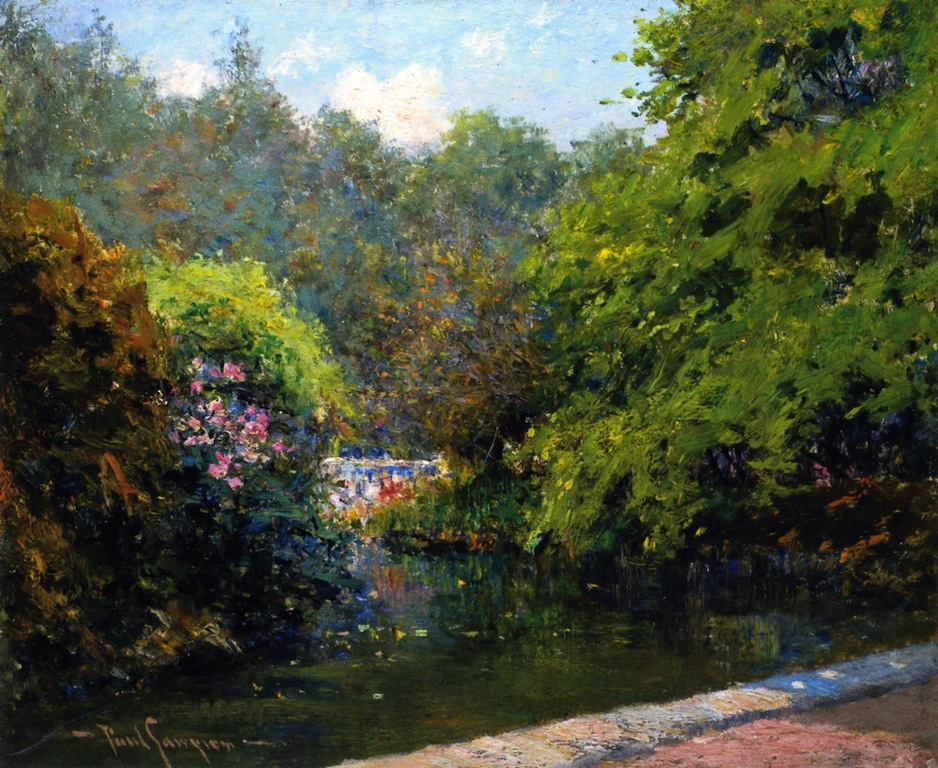
Prospect Park, vers 1910
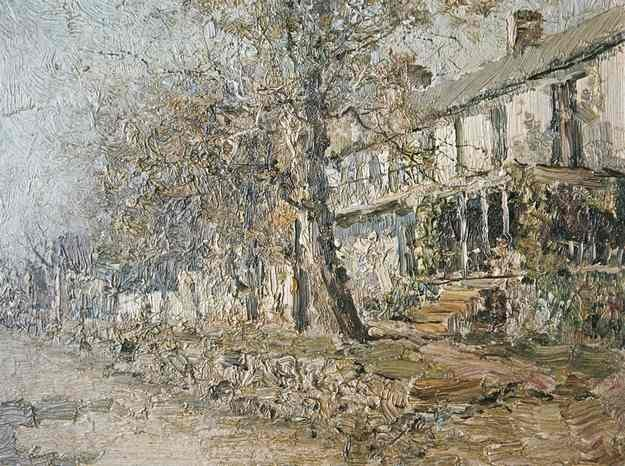
Wilson's Store at Keene, vers 1910
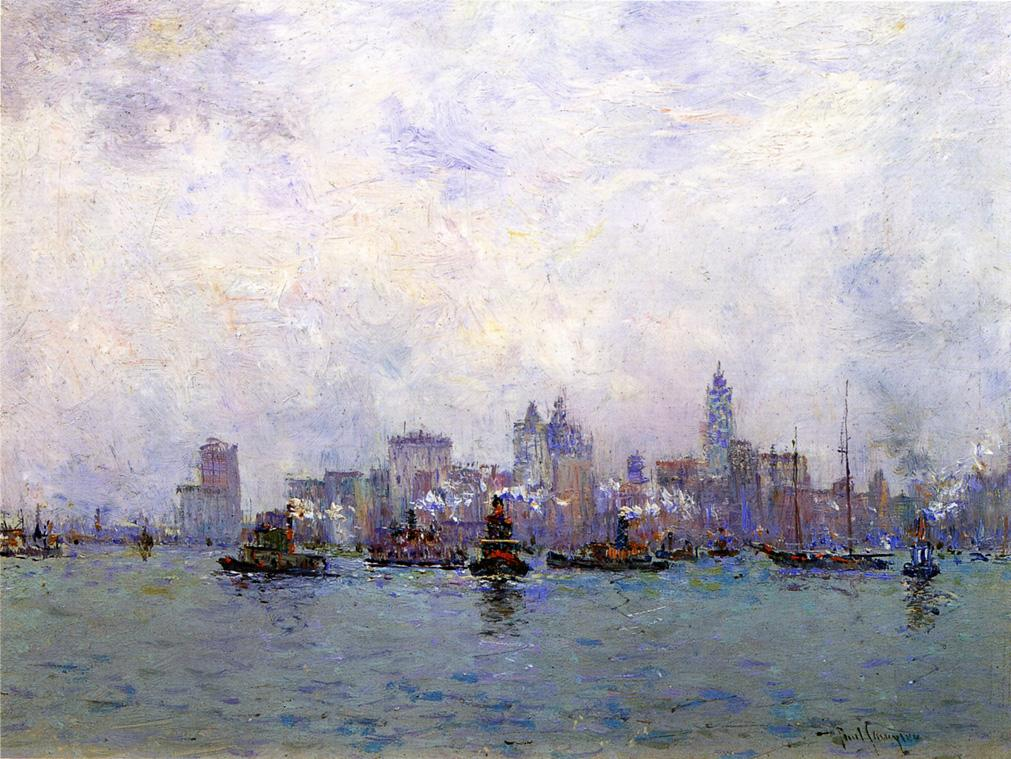
Lower New York, vers 1910
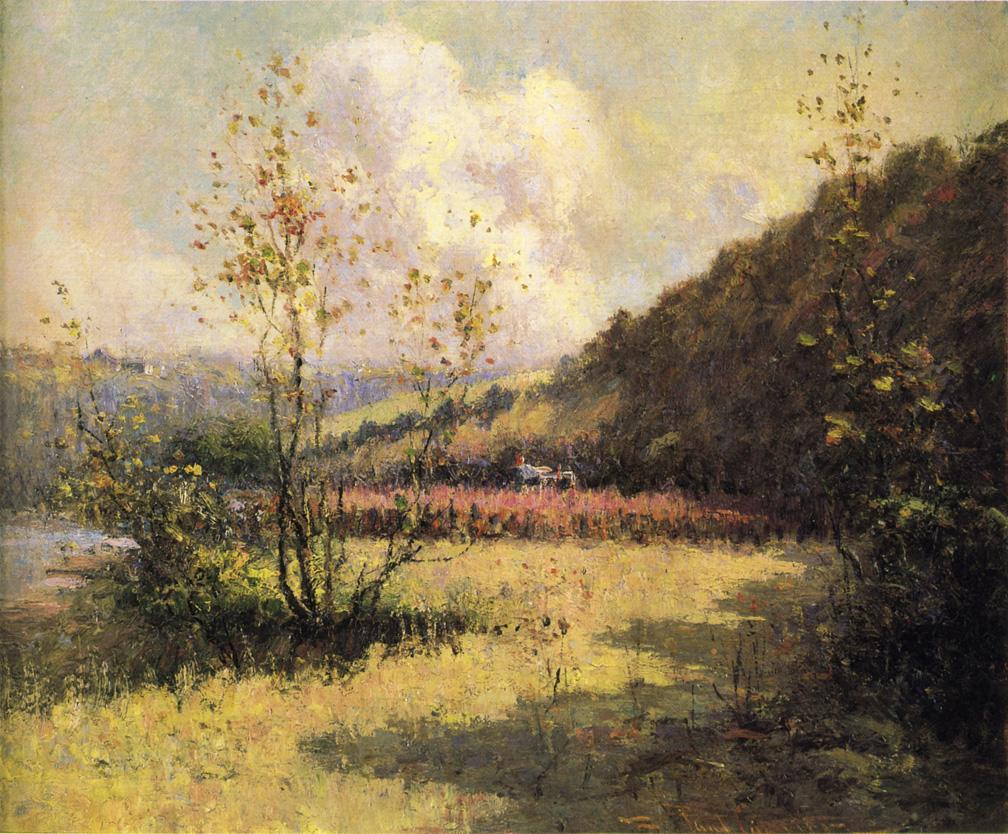
Kentucky River Valley, vers 1910
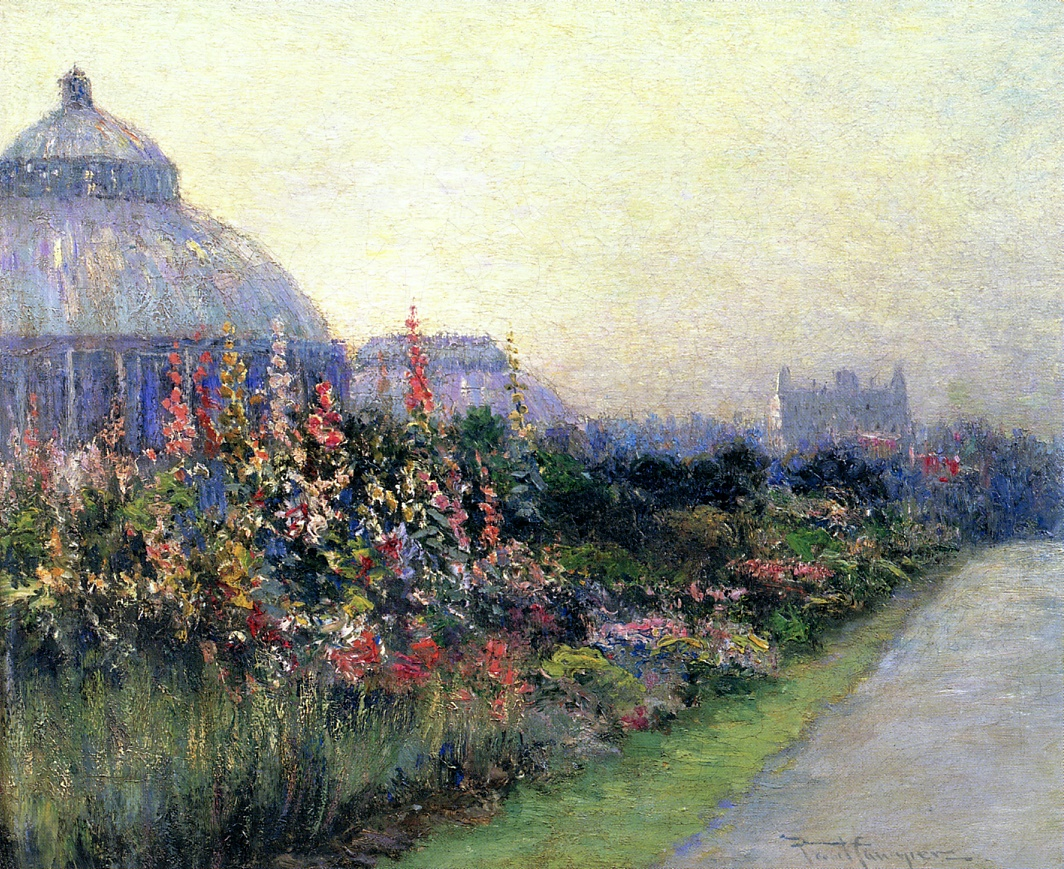
Brooklyn Botanical Gardens, vers 1910
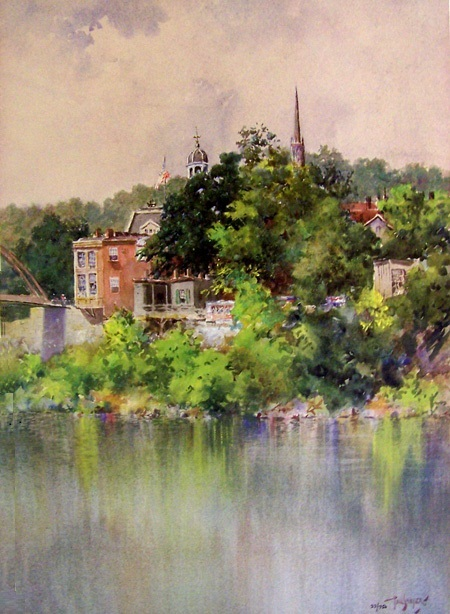
Steeples, vers 1910
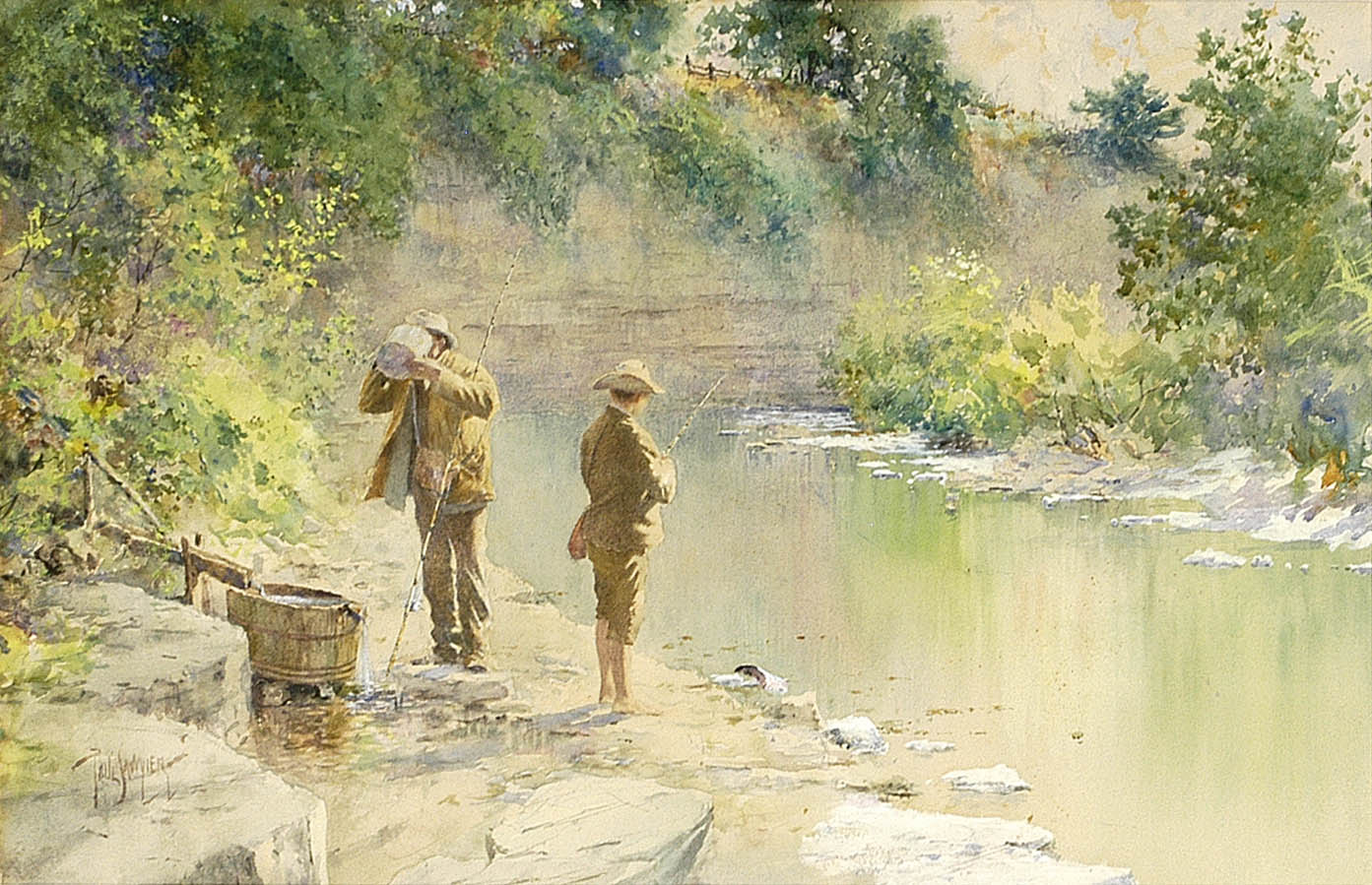
Kentucky Fishing Scene, vers 1912
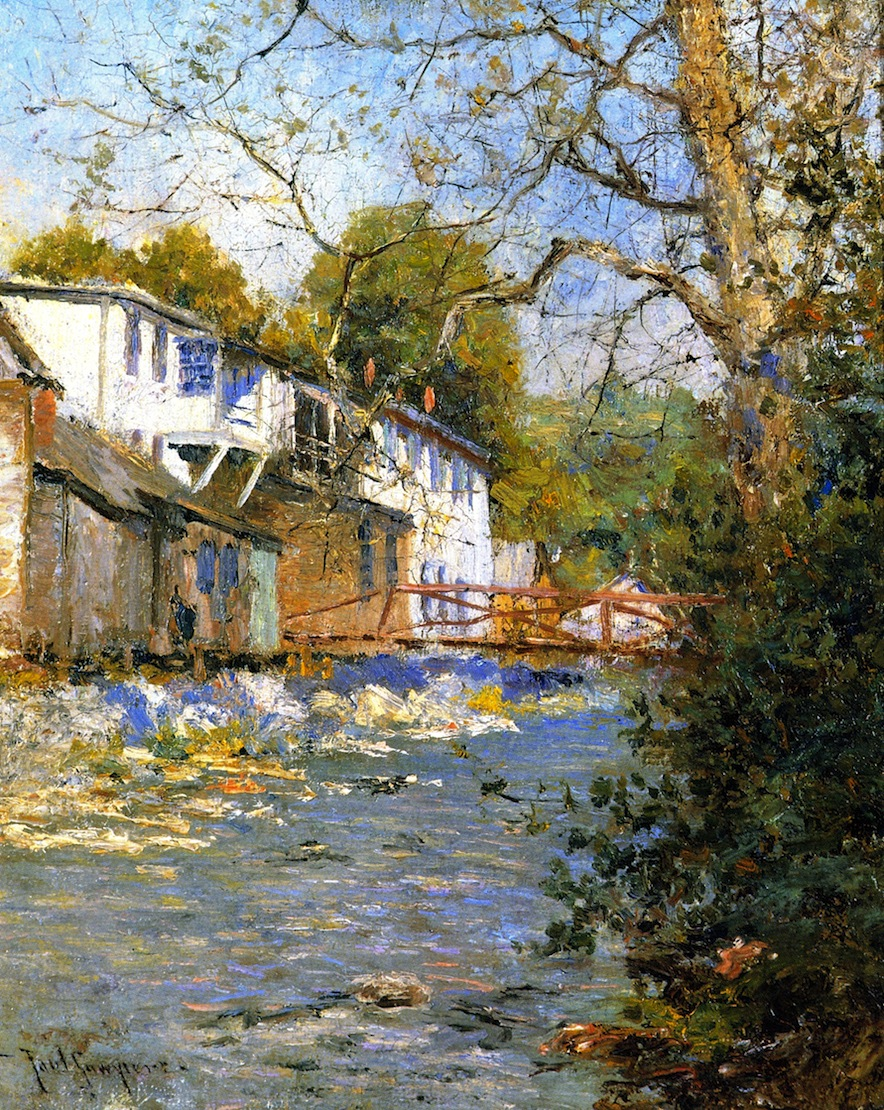
The Little Bridge, vers 1915
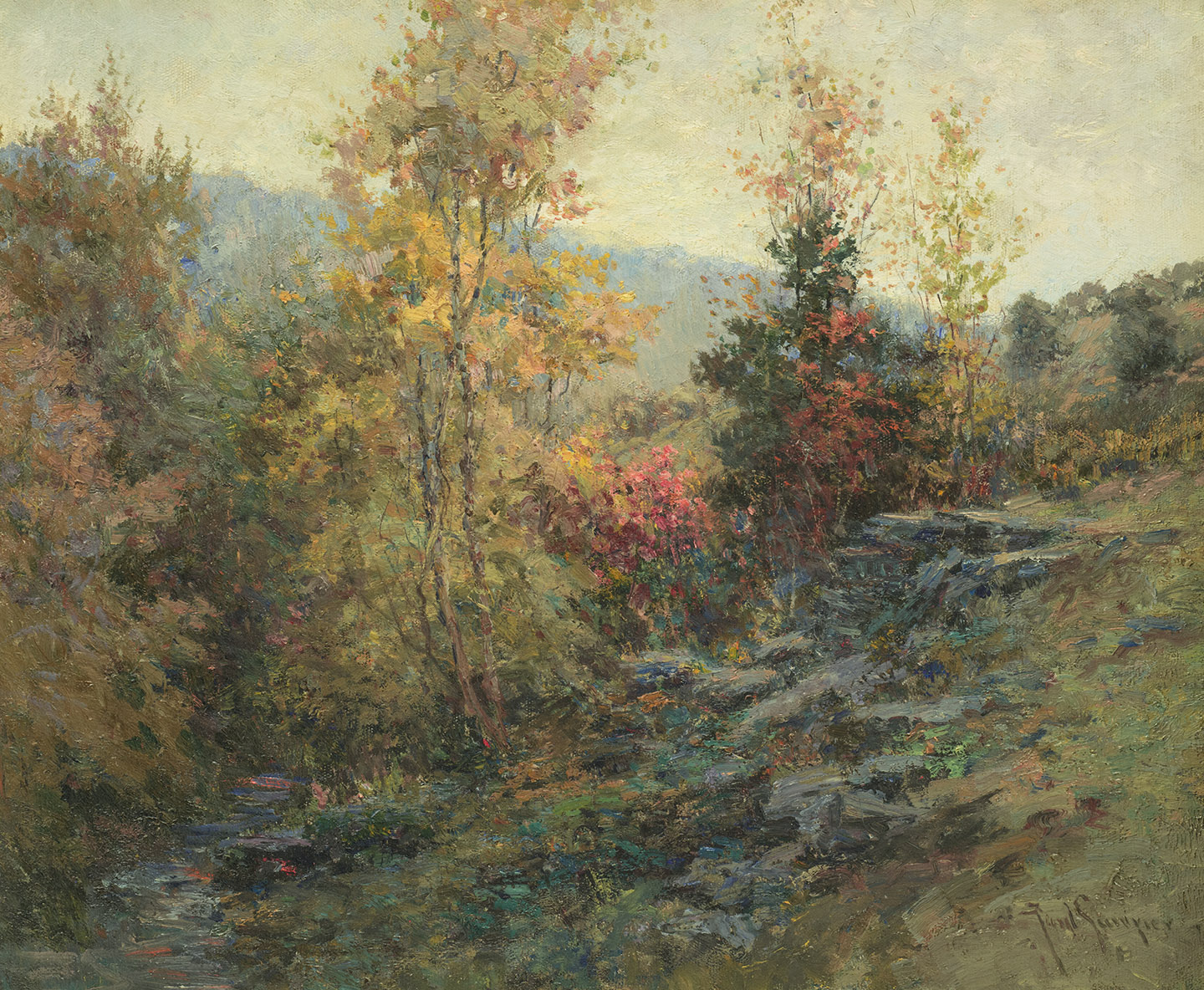
Landscape, sans date
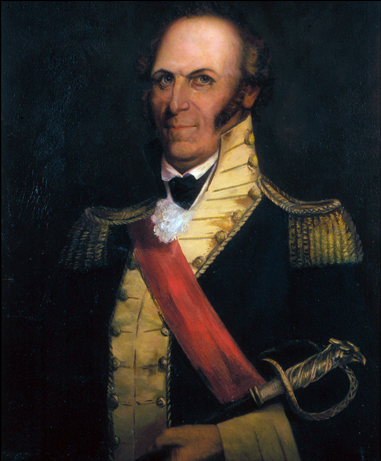
Portrait of Charles Scott, 1907, Kentucky Historical Society (en)